# Rio Mucuri
O rio Mucuri é um curso de água  que banha os estados de Minas Gerais e da Bahia. Com 321 km de comprimento, o rio nasce no nordeste de Minas Gerais e deságua no sul da Bahia. Ele é o principal curso d'água da bacia hidrográfica homônima.
É formado a partir da junção dos rios Mucuri do Norte, cuja nascente fica em Ladainha, e Mucuri do Sul, que nasce em Malacacheta.

## Etimologia
No idioma maxacali a palavra mucuri significa rio das raposas.

## Bacia hidrográfica
A bacia do rio Mucuri faz parte da bacia agrupada do Atlântico Leste, estende-se por 17 municípios, sendo 13 mineiros, incluindo Teófilo Otoni e Nanuque que são as maiores cidades do seu percurso, e outros 4 baianos e capixabas. Compõe uma área com cerca de 15.400 km² e quase 437 mil habitantes nos estados da Bahia, Espírito Santo, e Minas Gerais, onde está quase 95% da bacia (14.640 km²) e uma população residente estimada em 296.845 habitantes.
A bacia limita-se com as bacias dos rios Jequitinhonha a oeste, Peruíbe e Itanhém ao norte, São Mateus e Itaúnas ao sul, e pelo Oceano Atlântico a leste.

## História

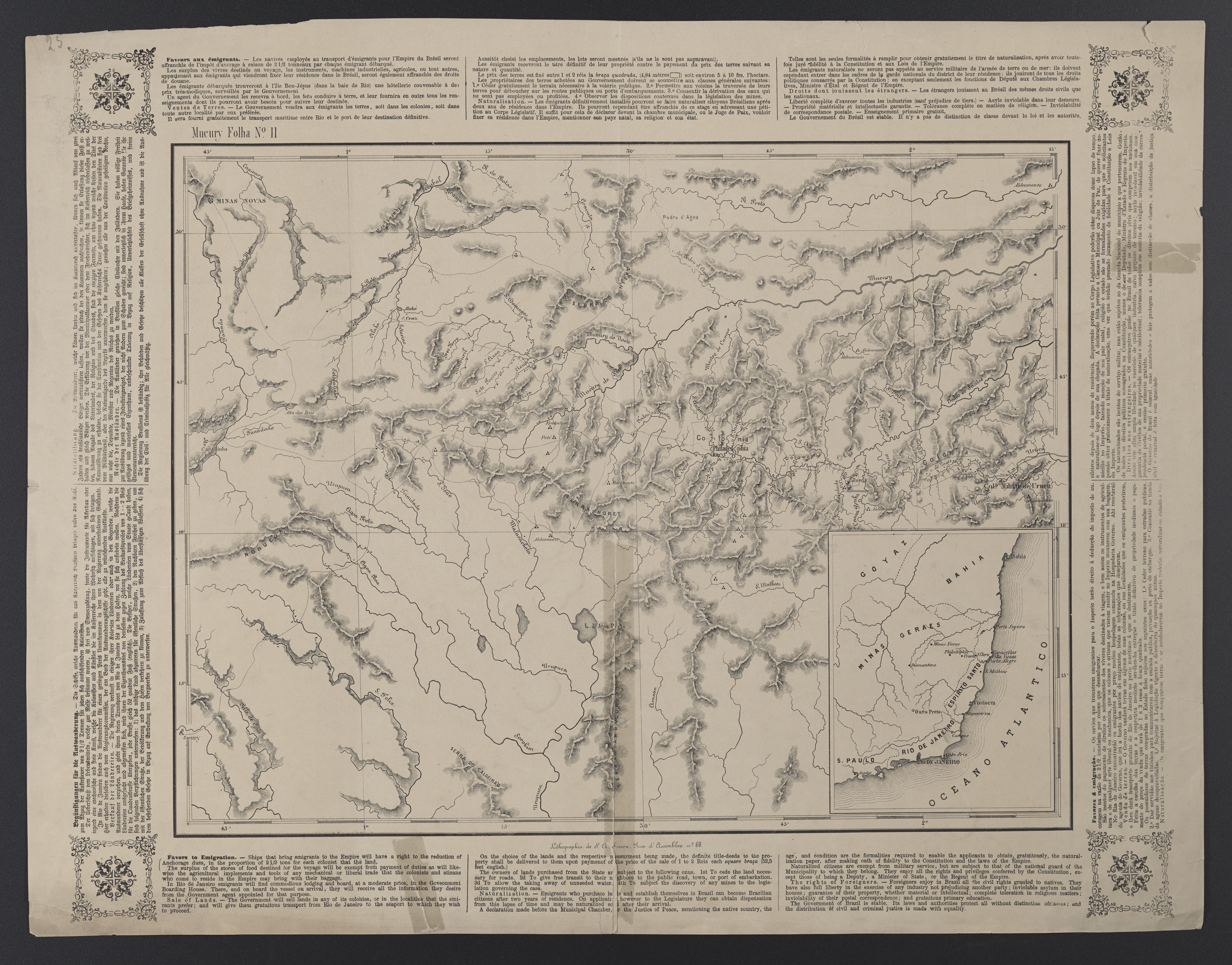
Vale do rio Mucuri em 1866

A colonização do vale do Mucuri foi iniciada somente em 1859 para a exploração de madeira. Atualmente, essa atividade econômica foi parcialmente substituída pela pecuária e pela agricultura de subsistência.